# Autonome Region Kurdistan
Koordinaten: 36° 0′ N, 45° 0′ O
Die Autonome Region Kurdistan (kurdisch هه‌رێمی کوردستان Herêma Kurdistan, arabisch إقليم كردستان Iqlīm Kurdistān) ist ein autonomes Gebiet im Irak. Die Region hat ein eigenständiges Parlament mit Sitz in Erbil (Hewlêr) und unterhält eigene Militäreinheiten, die Peschmerga.
Im Jahr 1970 wurde der kurdischen Bevölkerung im Nordirak von der Zentralregierung in einem Abkommen erstmals rechtlich Teilautonomie zugesichert. Die angestrebte kurdische Teilautonomie konnte sich jedoch in dieser von zahlreichen ethnisch-politischen Konflikten geprägten Zeit zunächst nicht etablieren. Die Bildung eines Regionalparlamentes 1992 nach der Errichtung der Flugverbotszone über den Nordirak führte zur De-facto-Autonomie der Region. Nach dem Irakkrieg wurde die Region per Sondergesetz anerkannt. In der im Jahre 2005 erlassenen irakischen Verfassung wurde rechtlich die Gebietskörperschaft „Region“ geschaffen, und die bis dahin errungenen Autonomierechte der Region Kurdistan in dieser Gebietskörperschaft konsolidiert. Gegenwärtig handelt es sich bei der Region Kurdistan jedoch um die einzige Region des als föderal definierten Irak.
Seit ihrer Existenz wurden wiederholt Orte in der Autonomen Region Kurdistan von der Türkei angegriffen.

## Name
Der Name der Region lautet gemäß der irakischen Verfassung Region Kurdistan (arabisch إقليم كردستان, DMG Iqlīm Kurdistān). Auf kurdisch هه‌رێمی کوردستان Herêma Kurdistanê. Die Regionalverwaltung tritt im deutschsprachigen Raum als Region Kurdistan-Irak auf und folgt damit dem Sprachgebrauch des Auswärtigen Amtes und österreichischen Bundesministeriums für Europa, Integration und Äußeres. In den Massenmedien hingegen finden die Bezeichnungen Irakisch-Kurdistan und Nordirak eine breite Anwendung.
Die kurdische Regionalverwaltung bzw. -regierung selbst, die auch als Synonym für die Region benutzt wird, heißt auf kurdisch حكومه‌تى هه‌رێمى كوردستان Hikûmeta Herêma Kurdistanê, bzw. auf Englisch Kurdistan Regional Government (KRG).
Kurdische Aktivisten verwendeten für alle kurdisch besiedelten Gebiete im Irak über die Grenzen der Region hinaus auch den Ausdruck Südkurdistan (kurdisch باشووری کوردستان Başûrê Kurdistanê).

## Geographie

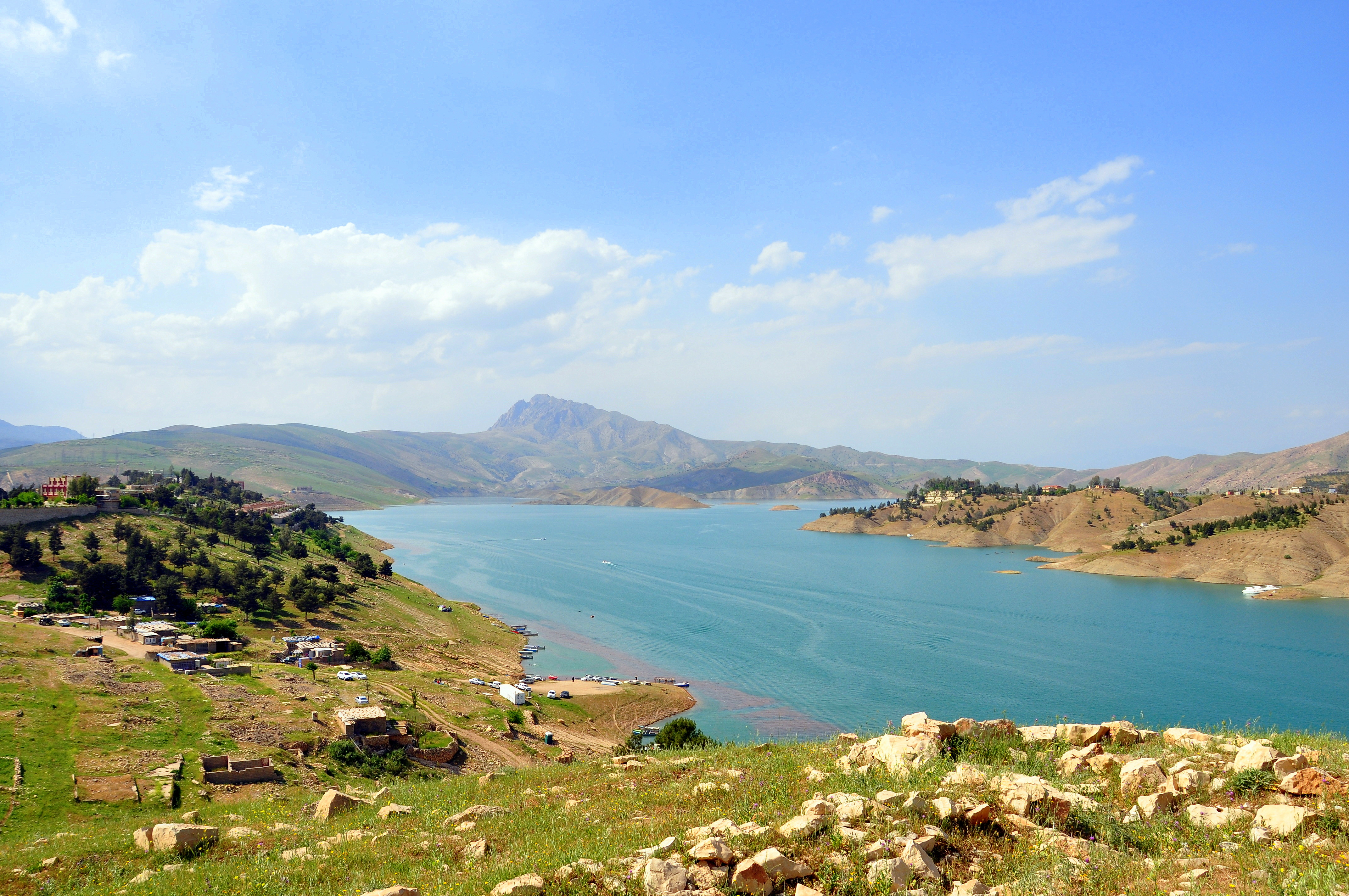
Dukansee in der Nähe der Stadt Sulaimaniyya

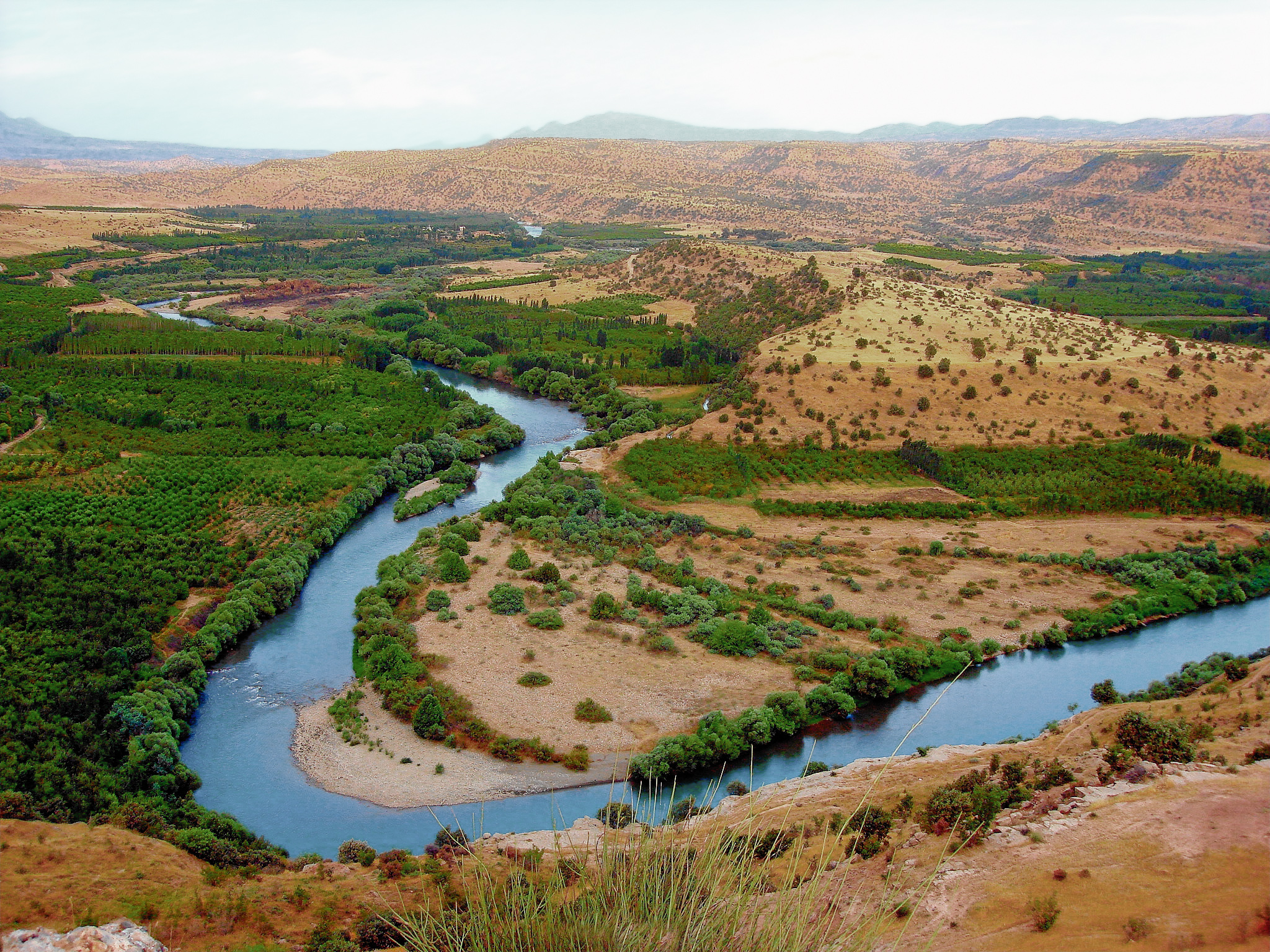
Der Große Zab im Gouvernement Erbil

### Lage
Das Gebiet der Autonomen Region Kurdistan liegt im Norden des Irak und besteht offiziell aus den Gouvernements Sulaimaniyya, Erbil, Dahuk und Halabdscha. Darüber hinaus werden Teile der angrenzenden Gouvernements beansprucht, die teilweise auch faktisch von der kurdischen Regionalregierung kontrolliert werden.
Es grenzt an drei Staaten: im Westen an Syrien, im Norden an die Türkei und im Osten an Iran. Die nördlichste Stadt der Region ist Zaxo, die östlichste ist Halabdscha und die westlichste Dohuk.

### Landschaft
Die Landschaft in Kurdistan ist größtenteils gebirgig. Im Nordosten befindet sich das Zāgros-Gebirge mit dem Cheekha Dar (3.611 m), dem höchsten Berg des Irak. Die Flüsse fließen zumeist von Nord nach Süd und teilweise von Ost nach West. Die wichtigsten Flüsse sind der Große Zab und der Kleine Zab. Der Große Zab entspringt in der südöstlichen Türkei, der Kleine Zab im nordwestlichen Iran. Beide Flüsse münden in den Tigris.
In der Nähe der Stadt Ranya befindet sich der Dukandamm mit dem zugehörigen Dukansee, dem größten See der autonomen Region Kurdistan.

### Klima
In Kurdistan herrscht ein semiarides Klima.
Der März weist durchschnittliche Temperaturen zwischen 13 °C und 18 °C auf.
Die Sommer sind niederschlagslos und heiß. In den folgenden Monaten steigen die Temperaturwerte drastisch und in den Monaten Juni bis September erreichen die Temperaturen ihr Maximum mit durchschnittlich 39 °C bis 44 °C, wobei an vereinzelten Tagen auch Werte von annähernd 50 °C erreicht werden.
Der Herbst hat vergleichbare Temperaturen wie der Frühling von durchschnittlich 24 °C bis 29 °C. Er ist allerdings von starken Niederschlägen geprägt, die auch den mittleren jährlichen Wert von 375–724 mm erklären.
Die Winter sind insgesamt mild, mit Temperaturtiefen von 2 °C bis 7 °C und Temperaturhöhen von 7 °C bis 13 °C. In den Gebirgsregionen mit ihren Flüssen und einer reichen Vegetation ist das Klima kühl und regenreich.

## Bevölkerung
Die Gesamteinwohnerzahl der autonomen Region Kurdistan lag im Jahr 2015 bei etwa 5,5 Millionen Menschen. Etwa 36 % der Bevölkerung sind jünger als 15 Jahre und 60 % zwischen 15 und 64 Jahren. Nur 4 % der Bevölkerung ist 65 Jahre oder älter. Das Durchschnittsalter liegt bei 20 Jahren und die Lebenserwartung bei 70 Jahren. Die Geburtenrate liegt bei 3,1 Kindern pro Frau, mit der höchsten Rate im Gouvernement Dahuk (3,9) und der niedrigsten im Gouvernement Sulaimaniyya (2,3).
Die autonome Region Kurdistan ist seit dem Ausbruch des syrischen Bürgerkrieges und dem Vormarsch der Terrororganisation Islamischer Staat in Syrien und Irak auch Heimat von über zwei Millionen Flüchtlingen. Allein im Flüchtlingscamp Kawergosk in der Provinz Erbil sind in 2.000 Zelten rund 10.000 Menschen untergebracht.

### Ballungsräume
Die Urbanisierungsrate liegt bei etwa 81,6 % und damit über dem irakischen Durchschnitt von 68,9 %. Zehn Großstädte befinden sich in der autonomen Region. Die Hauptstädte der Gouvernements Sulaimaniyya, Erbil und Dahuk sind mit Abstand die bevölkerungsreichsten Städte der Region. In diesen Städten leben mehr als 50 % der Bevölkerung.
| Erbil Sulaimaniyya |    | Stadt        | Einwohner | Gouvernement    | Zaxo Dohuk |
| Erbil Sulaimaniyya | 1  | Erbil        | 1.854.778 | Erbil           | Zaxo Dohuk |
| Erbil Sulaimaniyya | 2  | Sulaimaniyya | 1.607.000 | as-Sulaimaniyya | Zaxo Dohuk |
| Erbil Sulaimaniyya | 3  | Dohuk        | 500.000   | Dahuk           | Zaxo Dohuk |
| Erbil Sulaimaniyya | 4  | Zaxo         | 350.000   | Dahuk           | Zaxo Dohuk |
| Erbil Sulaimaniyya | 5  | Schaqlawa    | 124.628   | Erbil           | Zaxo Dohuk |
| Erbil Sulaimaniyya | 6  | Rawanduz     | 102.399   | Erbil           | Zaxo Dohuk |
| Erbil Sulaimaniyya | 7  | Ranya        | 61.300    | as-Sulaimaniyya | Zaxo Dohuk |
| Erbil Sulaimaniyya | 8  | Halabdscha   | 57.000    | Halabdscha      | Zaxo Dohuk |
| Erbil Sulaimaniyya | 9  | Semile       | 50.000    | Dahuk           | Zaxo Dohuk |
| Erbil Sulaimaniyya | 10 | Koi Sanjaq   | 44.987    | Erbil           | Zaxo Dohuk |

### Ethnien und Sprachen
Die Bevölkerung besteht mehrheitlich aus Kurden. Minderheiten bilden Syrisch-Aramäisch sprechende Assyrer (auch bekannt als Chaldäer), Turkmenen, Armenier und Araber. Die kurdischen Sprachen sind in der Region Amtssprache und werden intensiv in den Medien und als Schriftsprachen verwendet. Die arabische Sprache ist formell ebenfalls eine Amtssprache, wird jedoch nur selten gesprochen. In den Distrikten Sulaimaniyya und Erbil wird überwiegend das kurdische Sorani gesprochen, in Dahuk das Kurmandschi. Durch den intensiveren Gebrauch von Medien und die erhöhte Mobilität der Bevölkerung beherrschen inzwischen nahezu alle Einwohner Kurdistans beide kurdischen Sprachen. Im äußersten Südosten der Region gibt es außerdem Sprecher des Gorani. Des Weiteren werden regionale Minderheitensprachen, wie beispielsweise Armenisch, Syrisch oder das Aserbaidschanisch der Turkmenen, anerkannt.
In der Region Kurdistan werden zwei Schriftsysteme verwendet. Zur Schreibung des Sorani, das in der autonomen Region Kurdistan am meisten gesprochen wird, wird die persische Schrift mit Sonderzeichen verwendet. Das Kurmandschi, welches von der Mehrheit aller Teile Kurdistans gesprochen wird, verwendet sowohl das kurdisch-lateinische Alphabet als auch die persische Schrift.

### Religionen
Die Mehrheit der Bevölkerung gehört dem sunnitischen Islam an. Daneben gibt es bedeutende Minderheiten der Jesiden, Juden, Christen und Yarsan. Diese Minderheiten können in der Region ihre Religion weitgehend frei ausleben. Zahlreiche Anschläge auf Kirchen und kirchliche Einrichtungen im restlichen Irak sorgten für eine Flucht von Angehörigen der irakisch-christlichen Minderheiten in die Region. Ein Großteil der Jesiden, deren Hauptsiedlungsgebiet sich im Distrikt Sindschar befindet, flüchteten aufgrund der Irakkrise 2014 ebenfalls in die Region. Einige der geflüchteten Jesiden beklagten sich aber über Diskriminierungen und fehlenden Schutz durch die kurdische Regionalregierung. Die Zahl der Zoroastrier steigt in den vergangenen Jahren wieder an, insbesondere durch Konversionen ehemaliger Muslime. Derzeit suchen die Zoroastrier die Anerkennung eines offiziellen Status.

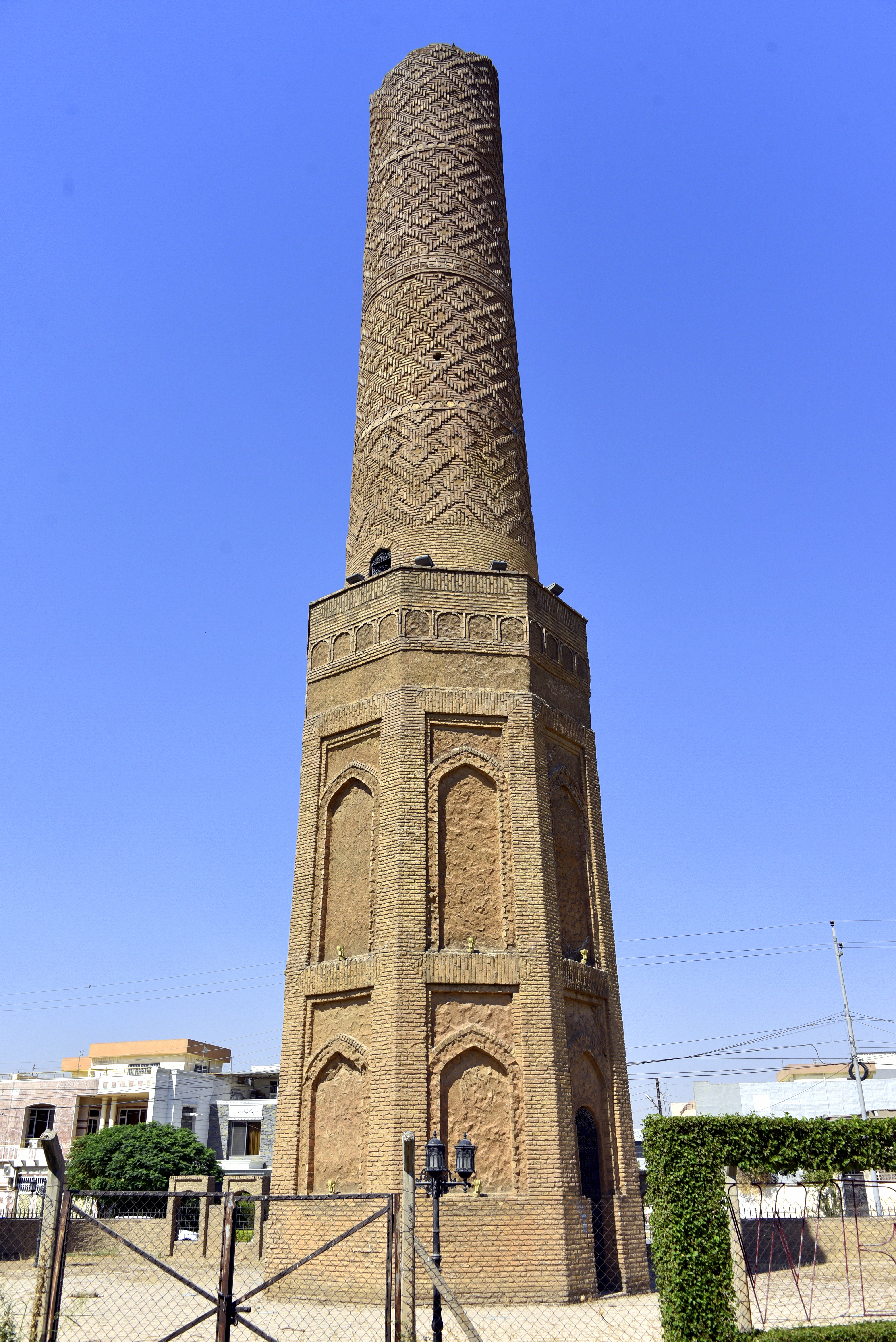
Mudhafaria-Minarett in Erbil
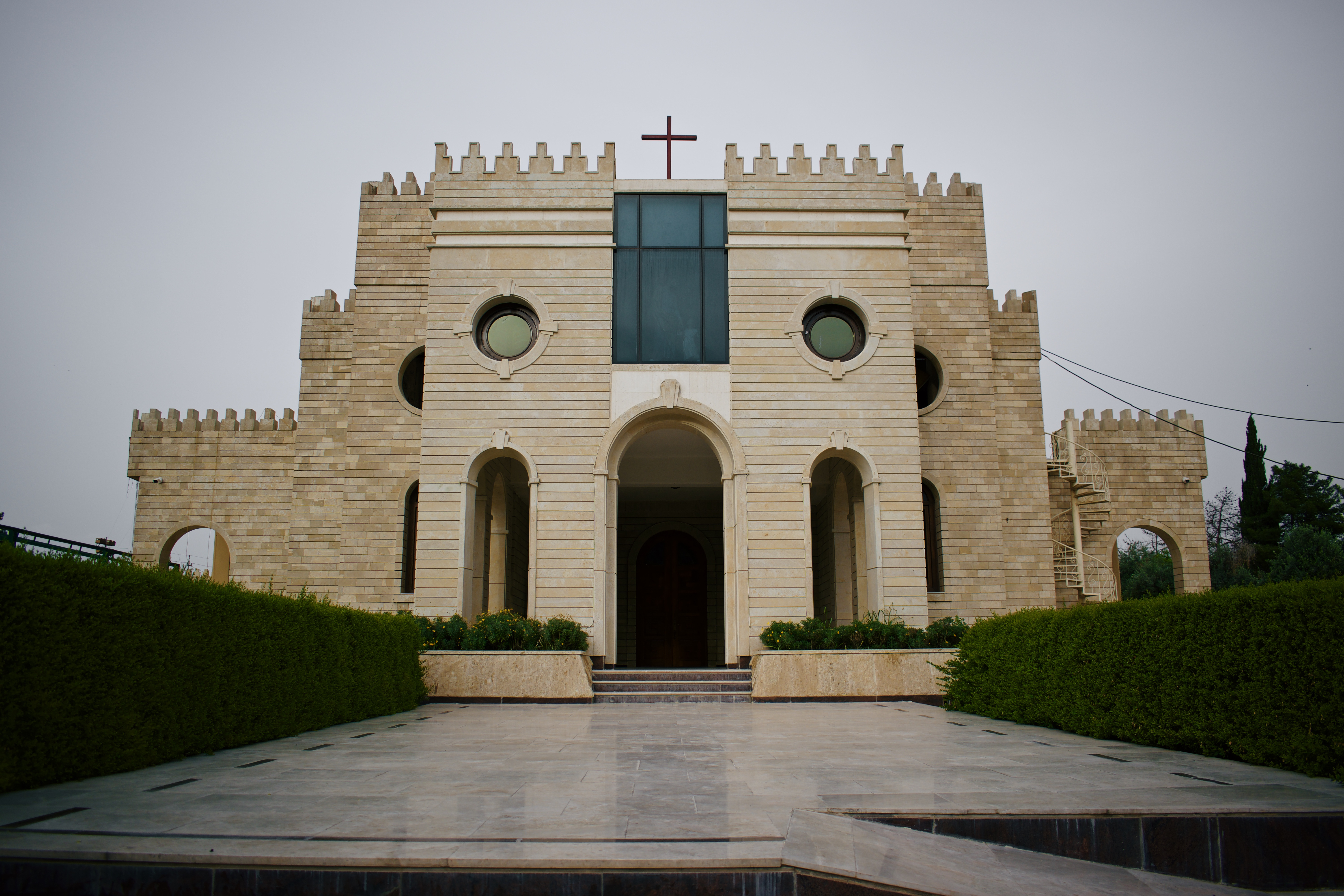
St.-Josef-Kathedrale in Ankawa

## Geschichte

### Nach dem Untergang des Osmanischen Reiches

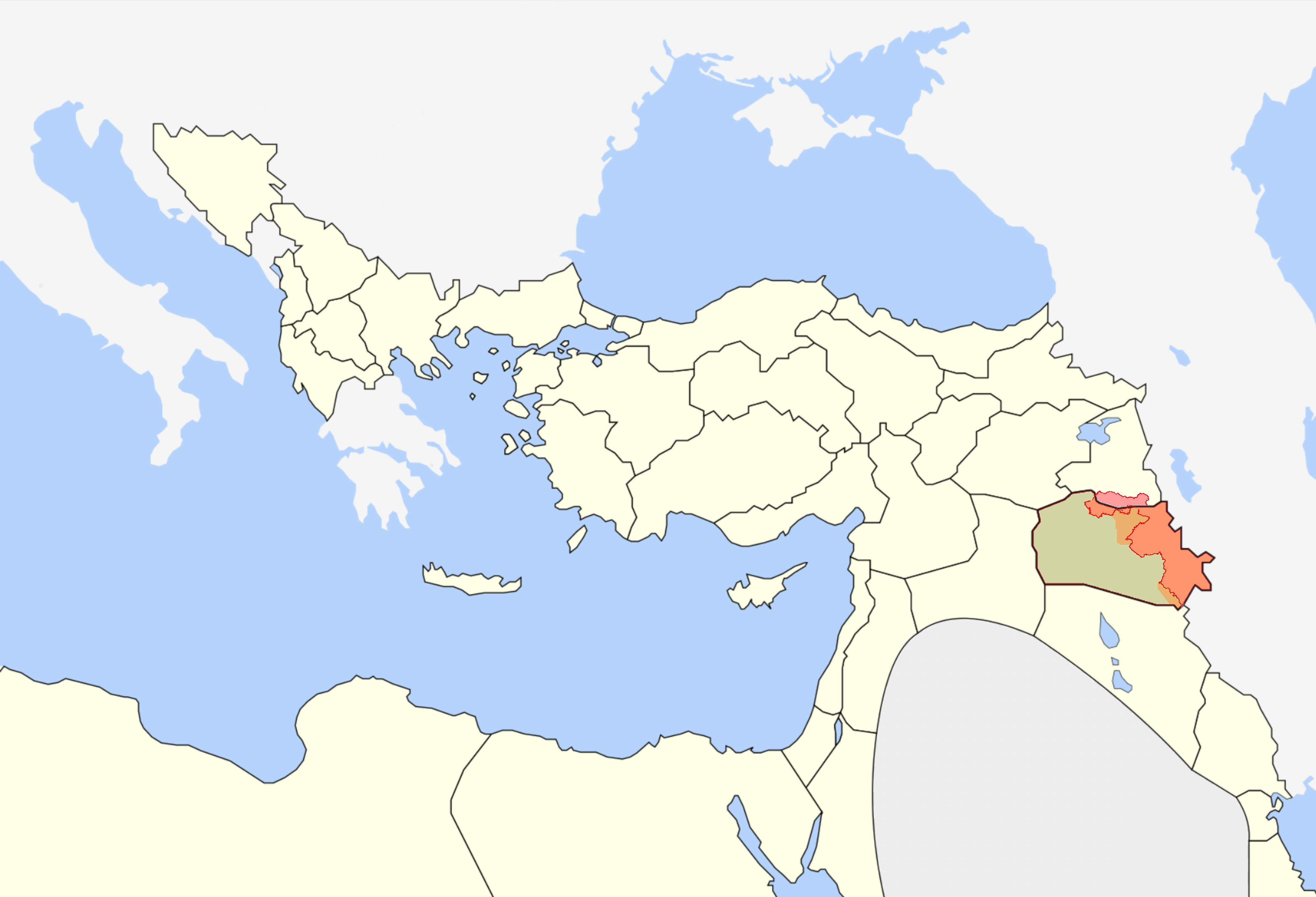
Osmanisches Vilâyet Mossul (1900) und heutige autonome Region Kurdistan (Irak)

Das Gebiet des heutigen Irakisch-Kurdistan war bis 1918 geographisch ein Teil der osmanischen Provinz Mosul.
Nach der Niederlage des Osmanischen Reiches im Ersten Weltkrieg wurde es von den Siegermächten aufgeteilt. In der Provinz Mosul stellten die Kurden die Bevölkerungsmehrheit. Gemäß dem 14-Punkte-Programm von US-Präsident Woodrow Wilson hätte dies ihnen das Recht auf Selbstbestimmung gewährt. Daher wurde im Vertrag von Sèvres am 10. August 1920 anerkannt, dass das Mosulgebiet Teil eines größeren kurdischen Staates werden sollte.
In Wirklichkeit wurde die ehemalige osmanische Provinz Mosul jedoch koloniales Interessengebiet. Im Sykes-Picot-Abkommen von 1916 war sie ursprünglich Frankreich zugeschlagen worden, doch setzte sich Großbritannien Anfang November 1918 in Mosul fest. Auf der Konferenz von Sanremo ließen sich die Briten am 25. April 1920 vom Völkerbund das Mandat über Mesopotamien übertragen. Es umfasste neben Mosul die ehemaligen osmanischen Provinzen Bagdad und Basra. Das kurdisch besiedelte Gebiet wurde dabei aufgrund seiner Ölvorkommen als besonders wichtig für den neu zu bildenden Staat angesehen. Am 23. August 1921 wurde schließlich das Königreich Irak gegründet, um die Interessen der Briten im Nahen Osten zu vertreten.
Frankreich akzeptierte schon frühzeitig den britischen Einfluss über Irakisch-Kurdistan, da eine französische Gesellschaft Anteile am irakischen Öl erhielt. Die Türkei lehnte sich allerdings nach dem siegreichen Befreiungskrieg gegen die neue politische Ordnung auf, da sie einerseits keinen Staat in den nördlichen kurdischen Siedlungsgebieten dulden wollte und andererseits das Mosulgebiet für sich beanspruchte: Im Vertrag von Lausanne wurde am 24. Juli 1923 der Vertrag von Sèvres zugunsten der Türkei revidiert. Ein unabhängiger kurdischer Staat wurde nun international nicht mehr gefordert, was auch im Interesse von Großbritannien lag. Damit war die Vierteilung der Kurdengebiete auf die Staaten Irak und die Türkei, das französische Völkerbundmandat für Syrien sowie Persien vollzogen. In der Mosul-Frage konnte sich die Türkei jedoch nicht durchsetzen: Am 16. Dezember 1925 entschied der Völkerbund zugunsten von Großbritannien, dass das Mosulgebiet beim Irak verbleiben sollte. Damit galt international von diesem Zeitpunkt an jeder Konflikt zwischen Irakisch-Kurdistan und der Zentralregierung als inner-irakische Angelegenheit.
Von Anfang an bestand eine kurdische Opposition gegen die britisch-irakische Herrschaft. Bereits im Mai/Juni 1919 lehnte sich Mehmûd Berzincî, der als Gouverneur von Sulaimaniyya eingesetzt worden war, gegen die Briten auf, wurde jedoch mit Hilfe der Royal Air Force besiegt. Am 18. November 1922 rief Mehmûd das Königreich Kurdistan in Sulaimaniya aus. Die Briten bombardierten und besetzten die Stadt im Juni/Juli 1923 sowie im Mai 1924 und beendeten Mehmûds Erhebung.

### Aufstände gegen die Zentralregierung

#### Während der irakischen Monarchie
Am 30. Juni 1930 wurde der letzte anglo-irakische Vertrag geschlossen, in dem das Ende des britischen Mandats vorbereitet und das zukünftige Verhältnis beider Länder geregelt wurde. Der Status der Kurden blieb bei diesem Abkommen außen vor. Im September 1930 kam es zu Protesten in Sulaimaniya, die in einer letzten Erhebung von Mehmûd mündeten. Nach der Niederschlagung des Aufstandes im April 1931 wurde er für den Rest seines Lebens unter Hausarrest in Bagdad gestellt.
Die ersten Aufstände der Kurden waren noch keine nationalen Erhebungen, sondern auf einzelne Stämme beschränkt. Ab den 1930ern wurde die Widerstandsbewegung zunehmend breiter aufgestellt. Die Region Barzan unter Ahmed Barzani beteiligte sich ab November 1931 am Kampf gegen die irakische Zentralregierung. Im Juni 1932 floh Ahmed mit seinem jüngeren Bruder Mustafa Barzani in die Türkei, von der sie zwei Jahre später an den Irak ausgeliefert wurden. Mustafa Barzani entkam 1943 aus dem Exil, führte einen neuerlichen Aufstand an und forderte Autonomie für Irakisch-Kurdistan ein. Militärisch konnte er sich mithilfe von Guerillakrieg behaupten. Nach dem Eingreifen der britischen Luftwaffe in den Krieg floh Barzani im Oktober 1945 mit 3.000 Aufständischen nach Iran. Dort wurde am 22. Januar 1946 mit Unterstützung der Sowjetunion die kurdische Republik Mahabad begründet, an deren Verteidigung sich Barzani beteiligte. Im iranischen Exil gründete Barzani im Januar 1946 die Kurdische Freiheitspartei (kurdisch Rizgari Kurd), die am 16. August in Demokratische Partei Kurdistans (kurdisch Partiya Demokrata Kurdistanê) umbenannt wurde. Nach dem Untergang der Republik Mahabad kehrte Barzani am 28. April 1947 mit etwa 500 Kämpfern zurück in den Irak, um einen Monat danach, am 27. Mai 1947, den nächsten Aufstand zu starten. Dieser führte am 15. Juni 1947 zur Flucht in die Sowjetunion. Dort verbrachte Barzani die nächsten elf Jahre im Exil.

#### Während der irakischen Republik

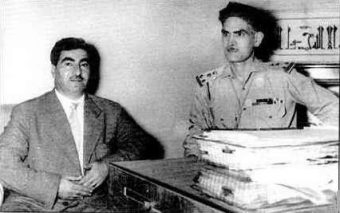
Mustafa Barzani und Abd al-Karim Qasim

1958 endete die irakische Monarchie nach einem Militärputsch unter Abd al-Karim Qasim. Seit 1958 definiert sich der Irak als Staat zweier Nationen – der Araber und Kurden. Die Kurden im Nordirak unter Führung von Mustafa Barzani forderten Autonomie, was am 11. September 1961 zu einem Aufstand gegen die Zentralregierung führte. Zwei Tage danach folgten seitens der irakischen Regierung Bombardements auf das Dorf Barzan – Geburtsort von Mustafa Barzani. Vom 16. September bis zum 10. Oktober 1961 intensivierte die irakische Armee ihre militärische Offensive gegen die kurdische Widerstandsbewegung. In diesem Zeitraum wurde die Kurdische Demokratische Partei (KDP) am 23. September durch die Regierung formal aufgelöst. Mitte November bat Barzani die Vereinten Nationen um Hilfe. Iran leistete militärische Hilfe und lieferte Waffen und Munition.
Am 10. Januar 1963 bot die irakische Regierung den Kurden Amnestie an, falls sie die Waffen niederlegten. Nach der Machtübernahme durch die Baath-Partei fanden vom 19. Februar bis zum 1. März 1963 Verhandlungen zwischen den beiden Konfliktparteien statt, die jedoch scheiterten. Im Juni 1963 startete die Zentralregierung erneut eine Offensive gegen die KDP-Rebellen. Bei diesem Angriff starben am 13. Juni 1963 165 Rebellen in Duhok. Die Angriffe hielten fortwährend an. Zur Unterstützung der irakischen Armee entsandte die syrische Regierung 5.000 Soldaten in den Irak. Derweil warf die Sowjetunion den Irakern einen Völkermord an den Kurden vor.
Der Höhepunkt des Konflikts ereignete sich am 4. August 1963, als die irakischen Truppen Barzan vollständig besetzten. Nach dem vorläufigen Sturz der Baath-Regierung einigten sich im Februar 1964 Präsident Abd as-Salam Arif und Mustafa Barzani darauf, die Verhandlungen wieder aufzunehmen. Am 15. Februar wurden die Verhandlungen zwischen den Konfliktparteien in Bagdad aufgenommen. Im April 1965 kam es in der Region um Sulaimaniyya erneut zu militärischen Auseinandersetzung zwischen kurdischen Rebellen und der irakischen Truppen. Während des Konflikts von 1961 bis 1966 wurden etwa 10.000 Menschen getötet und 80.000 verletzt.
Am 30. Juni 1966 kündigte der Irak Amnestie für KDP-Rebellen an. Bis Ende September 1968 kam es zu keinen weiteren militärischen Auseinandersetzungen. Im Oktober 1968 setzte sich der Konflikt jedoch erneut fort.

### Teilautonomie 1970/74

1970: Iraks Vizepräsident Saddam Hussein und Mustafa Barzani vor der Unterzeichnung des Märzmanifests

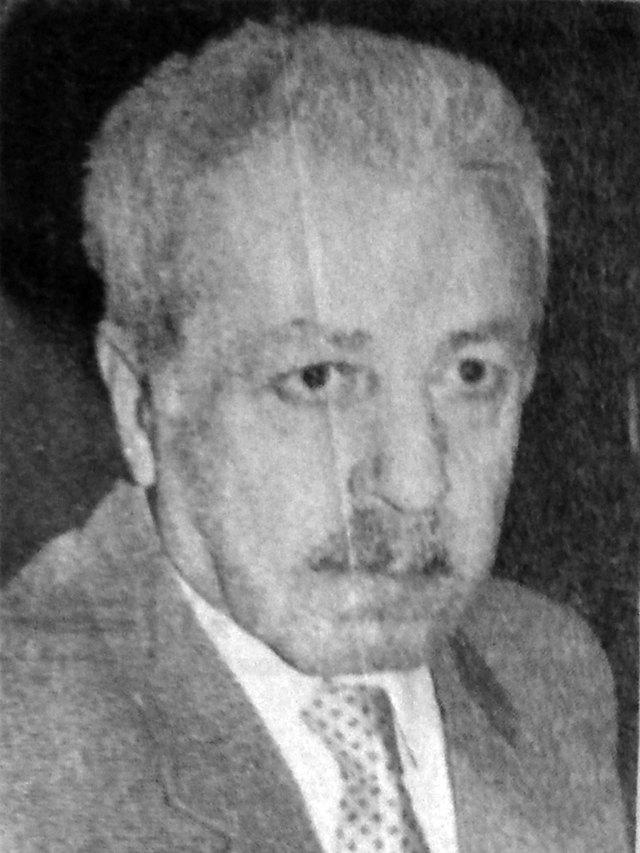
Haschim Aqrawi führte den linken, pro-irakischen Flügel der KDP und wurde erster Regierungschef der autonomen Region

Am 23. März 1969 bot die irakische Regierung den Kurden das Recht auf Selbstbestimmung an. Von September 1969 bis März 1970 liefen die Verhandlungen über die Selbstbestimmung der Kurden zwischen KDP-Repräsentanten und der Zentralregierung in Bagdad. Am 11. März 1970 unterschrieben beide Parteien einen 15-Punkte-Friedensvertrag.
Der Konflikt endete mit dem Abkommen vom 11. März 1970 („Manifest vom 11. März“) und der Gründung und Anerkennung des Kurdischen Autonomen Gebietes im Irak. In diesem Abkommen wurde auch die Durchführung eines Referendums im erdölreichen Kirkuk akzeptiert. Jedoch waren sich sowohl die Baath-Regierung, als auch Barzani einig, die Vereinbarungen des Manifests nicht sofort, sondern im 4-Jahrestakt zu erfüllen. Im Rahmen einer 1973 gebildeten Nationalen Progressiven Front sollte zudem Barzanis KDP an der Regierung des irakischen Gesamtstaates beteiligt werden, was jedoch zur Spaltung der KDP führte. Nicht alle Abmachungen wurden seitens der Baath-Regierung zur Zufriedenheit von Mustafa Barzani erfüllt. Ein weiterer Streitpunkt entstand bei der Festlegung der Grenzen des Autonomiegebiets. Bei diesem Streit beteiligte sich Mohammad Pahlavi, Schah Irans, indirekt mit. Er sicherte den Kurden, unter Absprache mit den Vereinigten Staaten, militärische und finanzielle Hilfe zu, falls diese die Autonomie mit Gewalt gegen die Regierung durchsetzen würden. Dieses Angebot wurde von Barzani wahrgenommen. Im April 1974 fing der Krieg zwischen beiden Seiten wieder an. Im Vergleich zu den vorherigen, militärischen Auseinandersetzungen, setzte die Baath-Führung nun Phosphorbomben gegen die Kurden ein.
Ein kurdischer Legislativrat (Parlament) und ein kurdischer Exekutivrat (Regierung) in Erbil sollten teilautonom dieses Gebiet regieren. De facto war aber der Legislativrat, und damit das gesamte Gebiet, unter der Kontrolle Bagdads. Geplant waren die Gründung einer kurdischen Akademie der Wissenschaften und die Ausweitung von Gesundheitsversorgung und Erziehungswesen in weniger erschlossene Gebiete, die unter den vorherigen Kämpfen gelitten hatten. Kurdisch wurde erstmals zur Amtssprache.
Vorsitzende des Exekutivrates
- 1974–1977 Haschim Aqrawi
- 1977–1980 Ahmad an-Naqschbandi
- 1980–1983 Dschamal al-Hadsch Sharif
- 1983–1986 Yahya al-Dschaf
- 1986–1989 Sirwan Abdullah Hussein
- 1989–1991 Dschafar Abd al-Karim Barzandschi

Vorsitzende des Legislativrates
- 1974–1977 Babakr al-Pischdari
- 1977–1980 Muhammad Amin Muhammad Ahmad
- 1980–1989 Ahmad an-Naqschbandi
- 1989–1991 Baha ad-Din Ahmad Faradsch

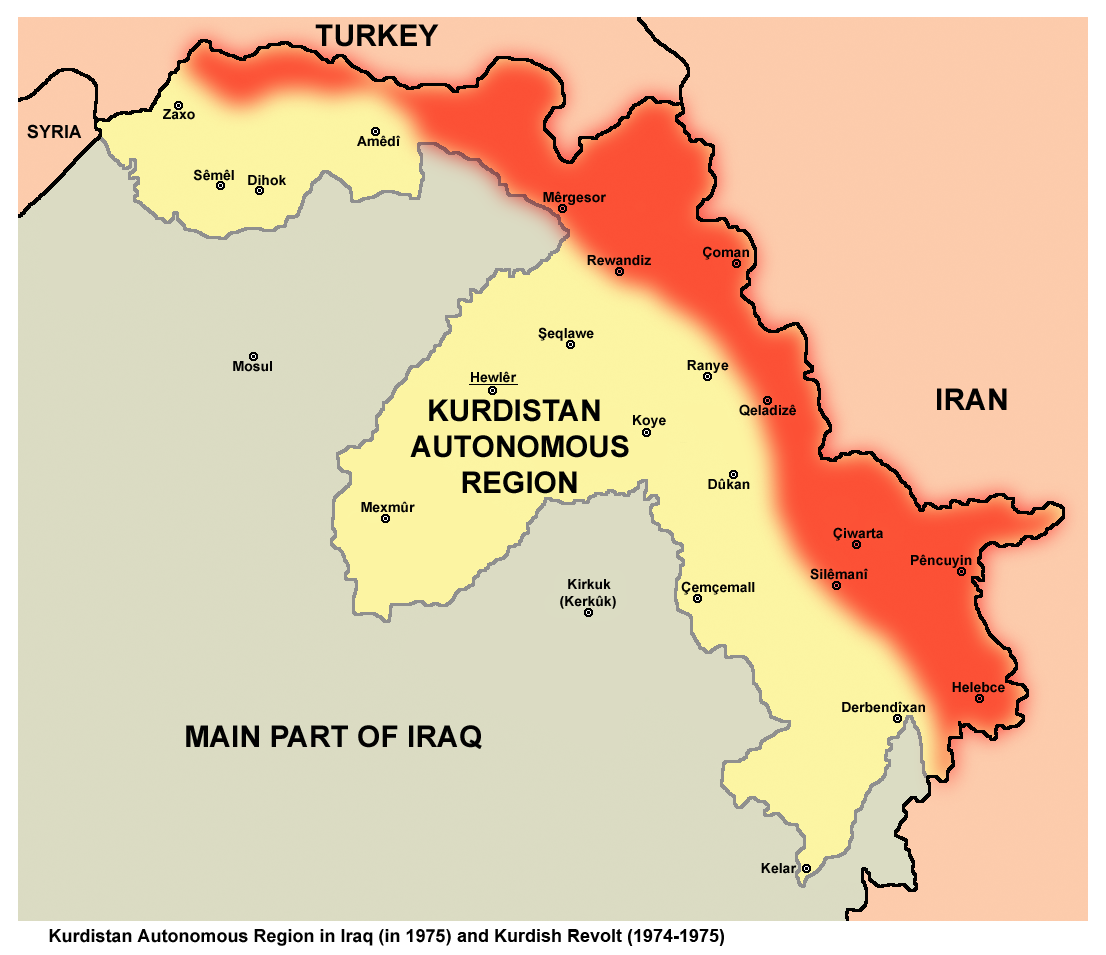
Autonomiegebiet 1970–1975 mit der 1974–1975 vom Barzani-Aufstand betroffenen Region (rot)

Bis 1975 und während des Irakisch-Iranischen Krieges 1980 bis 1988 stand der Großteil der drei Provinzen faktisch nicht unter der Kontrolle der irakischen Zentralregierung. Sie war nur in den Provinzhauptstädten und großen Orten mit irakischen Garnisonen präsent.
Im Jahr 1975 beschlossen Iran und der Irak durch das Abkommen von Algier, sich nicht mehr in die innere Politik des anderen Landes einzumischen. Dieses Abkommen führte dazu, dass die Unterstützung Irans für die kurdischen Aufstände abrupt endete. Einige Tage später startete der Irak die nächste militärische Offensive gegen die KDP-Rebellen; die nun ohne die Hilfe Irans kämpften. Sie erlitten eine schwere Niederlage. Noch im selben Jahr zog sich Mustafa Barzani aus der Politik zurück und beendete den Aufstand. Als Teil der Arabisierungspolitik des Baath-Regimes wurden zwischen Mai 1975 und April 1976 etwa 200.000 Kurden in den Süden des Landes deportiert.
1983 begann eine neue Rebellion gegen die irakische Zentralregierung. Das Regime unter Saddam Hussein reagierte im Rahmen der Anfal-Operation mit systematischen Ermordungen und Deportationen von Kurden. 1988 führte die irakische Luftwaffe einen Giftgasangriff auf die Stadt Halabdscha aus. Zwischen 3200 und 5000 Menschen starben:
- 3200 Namen von Opfern wurden bei einer systematischen Befragung ermittelt.[63]
- 4000 Opfer gibt Dilip Hiro an.[64]
- 5000 Opfer werden in der Anfrage an den Bundestag, Drucksache 17/1022 genannt.[65]
- 6800 Opfer werden in der New York Times vom 17. Januar 2003 genannt.[66]

### De-facto-Autonomie ab 1991

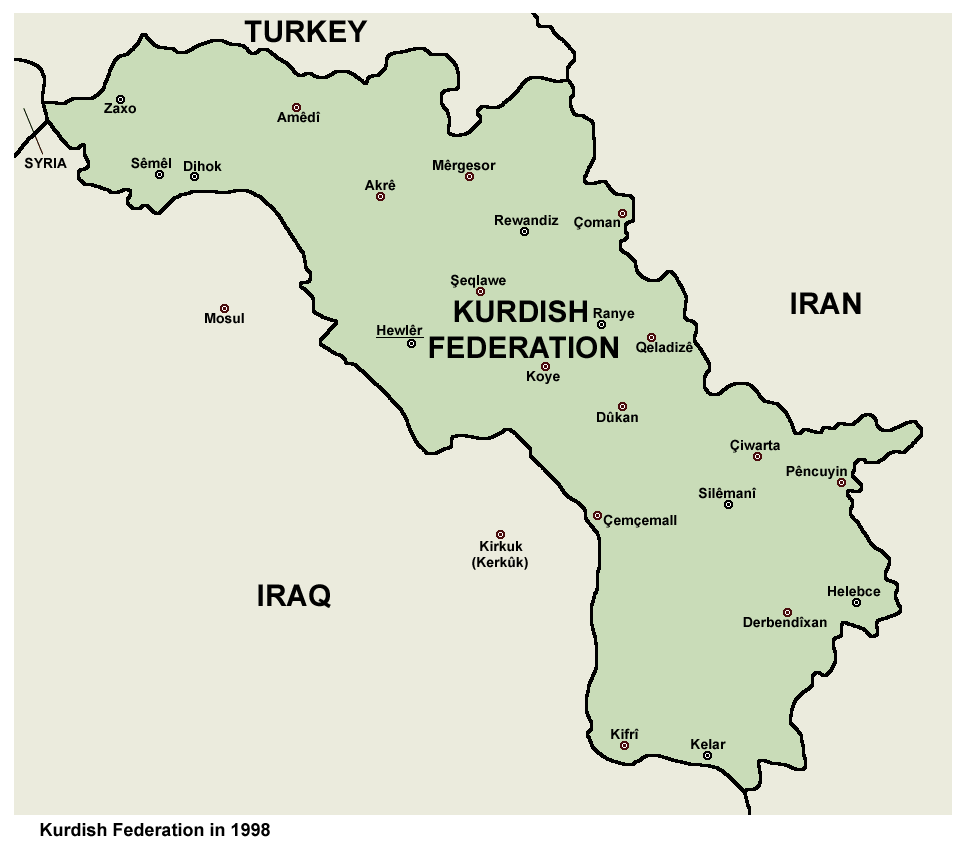
Kurdisches Autonomiegebiet ab 1991

Nach der Niederlage des Baath-Regimes Saddam Husseins im Zweiten Golfkrieg erhoben sich die Kurden im Aufstand von 1991 (Raperîn). Die Vereinigten Staaten, Großbritannien und die Türkei errichteten im Nordirak mit der Operation Northern Watch eine Flugverbotszone für die irakische Luftwaffe. Unter diesem Schutz vor der Bagdader Zentralregierung konnte die kurdische Bevölkerung sich eine gewisse Unabhängigkeit aufbauen. Am 19. Mai 1992 wurde eine Parlamentswahl durchgeführt, bei der die Patriotische Union Kurdistans (PUK) 51 Sitze erhielt und die Demokratische Partei Kurdistans (DPK) 49 Sitze. Die DPK kontrollierte in der Folgezeit den Norden der Autonomen Region, die PUK den Süden. Das Verhältnis zwischen den beiden Parteien war angespannt und führte 1994 zu einem kurdischen Bürgerkrieg, in den auch Bagdad sowie die Islamische Republik Iran involviert waren. In Folge des Konflikts entstanden zwei kurdischen Verwaltungen – eine in Erbil und eine in Sulaimaniyya.
Im August 1996 beendete das Parlament den Ausnahmezustand in den Kurdenprovinzen, erteilte der Armeeführung aber Vollmachten bezüglich militärischer Einsätze, Verhaftungen und Zensur in allen Provinzen des Landes. Die türkische Armeeführung lehnte im Januar 1997 ein Waffenstillstandsangebot der PKK ab; am 14. Mai 1997 drangen türkische Verbände bis zu 200 km in die Autonome Region Kurdistan im Nordirak ein.

### Irakkrieg und Konsolidierung der Autonomierechte

Aufteilung Kurdistans nach dem Krieg

2003 beteiligte sich die kurdische Regionalregierung am Irakkrieg auf Seiten der von den Amerikanern geführten Koalition der Willigen und konnte so ihren Einfluss vergrößern. Noch vor der Verabschiedung der neuen Verfassung des Iraks wurde die Autonome Region Kurdistan von der Zentralregierung durch ein Sondergesetz anerkannt. In der Verfassung wurde die Gebietskörperschaft der irakischen Regionen geschaffen und mit nahezu vollständiger Souveränität ausgestattet; eine indirekte, verfassungsrechtliche Sicherung der von der Region Kurdistan erworbenen Autonomierechte. Die endgültige Größe der Region Kurdistan sollte später geklärt werden. Am 30. Januar 2005 fanden neben den Wahlen zur irakischen Nationalversammlung auch Wahlen zum neuen kurdischen Parlament statt, letzteres auch mit dem Ziel, den DPK-PUK-Konflikt zu überwinden und die Verwaltungen in Erbil und Sulaimaniyya zu vereinen.
Am 13. Juni 2005 wurde nach monatelangen Verhandlungen über die Art und die Besetzung des Präsidentenamtes das Parlament in Erbil zusammengerufen und Masud Barzani zum Präsidenten der Region gewählt. Ministerpräsident wurde sein Neffe Nêçîrvan Barzanî. Am 30. Januar fand das nicht bindende Unabhängigkeitsreferendum statt.
Am 21. Januar 2006 konnten sich die beiden großen Parteien endlich über die Zusammenlegung der beiden Verwaltungen einigen. Am 7. Mai 2006 trat zum ersten Mal das wiedervereinigte Parlament in Erbil zusammen. Masud und Nêçîrvan Barzani wurden in ihren Ämtern bestätigt. Die Ministerposten wurden unter den Parteien aufgeteilt. Zum Kabinett gehören bis heute auch ein Minister für Landesverteidigung und ein Minister für auswärtige Angelegenheiten.
Im August 2006 verkündete Barzani in einem Dekret, dass in der gesamten Region an öffentlichen Gebäuden nur die Flagge der Autonomieregion gehisst werden soll. Seiner Meinung nach repräsentierte die damalige irakische Fahne eine Vergangenheit voller Gewalt, Krieg und Tod für die kurdische Bevölkerung im Irak. Dieses Dekret führte zu einem „Flaggenstreit“, der viele davon überzeugt, dass die kurdische Regierung keine Föderation, sondern einen eigenen Staat anstrebe. Erst nach der Einführung einer Interimsflagge für den Irak durch das Landesparlament legte Barzani fest, dass an allen öffentlichen Gebäuden nun die kurdische und die irakische Flagge gesetzt werden sollten. Die Einigung auf die Interimsflagge gelang auch deswegen, weil Anfang 2008 der Gipfel der Arabischen Liga in Erbil tagen sollte und man den Konflikt um die Flagge bis dahin beilegen wollte.

### Nach dem Irakkrieg

#### Proteste ab 2011
Am 17. Februar 2011 brachen zunächst in Sulaimaniyya Proteste aus, die überwiegend von Jugendlichen getragen wurden. Anlass war eine Brandstiftung im Büro der Partei Gorran in Erbil. Überwiegend junge Leute protestierten gegen die Korruption der beiden herrschenden Parteien, fehlende öffentliche Versorgung und die fehlende freie Berichterstattung der Journalisten. Das Hauptquartier der DPK wurde mit Steinen beworfen, anschließend wurden drei junge Männer von den Sicherheitskräften durch Schüsse getötet. Die Unruhen weiteten sich auf andere Städte aus und hielten über mehrere Wochen an. In Erbil und Dahuk wurden alle Demonstrationen verboten. Insgesamt wurden 10 Demonstranten im Verlauf der Proteste getötet und etwa 500 verwundet. In Erbil versuchten am 25. Februar 2011 2000 Menschen eine Protestaktion gegen die Regionalregierung durchzuführen. Viele Menschen wurden dabei festgenommen. Masud Barzani kündigte daraufhin Reformen an.

#### Irakkrise 2014

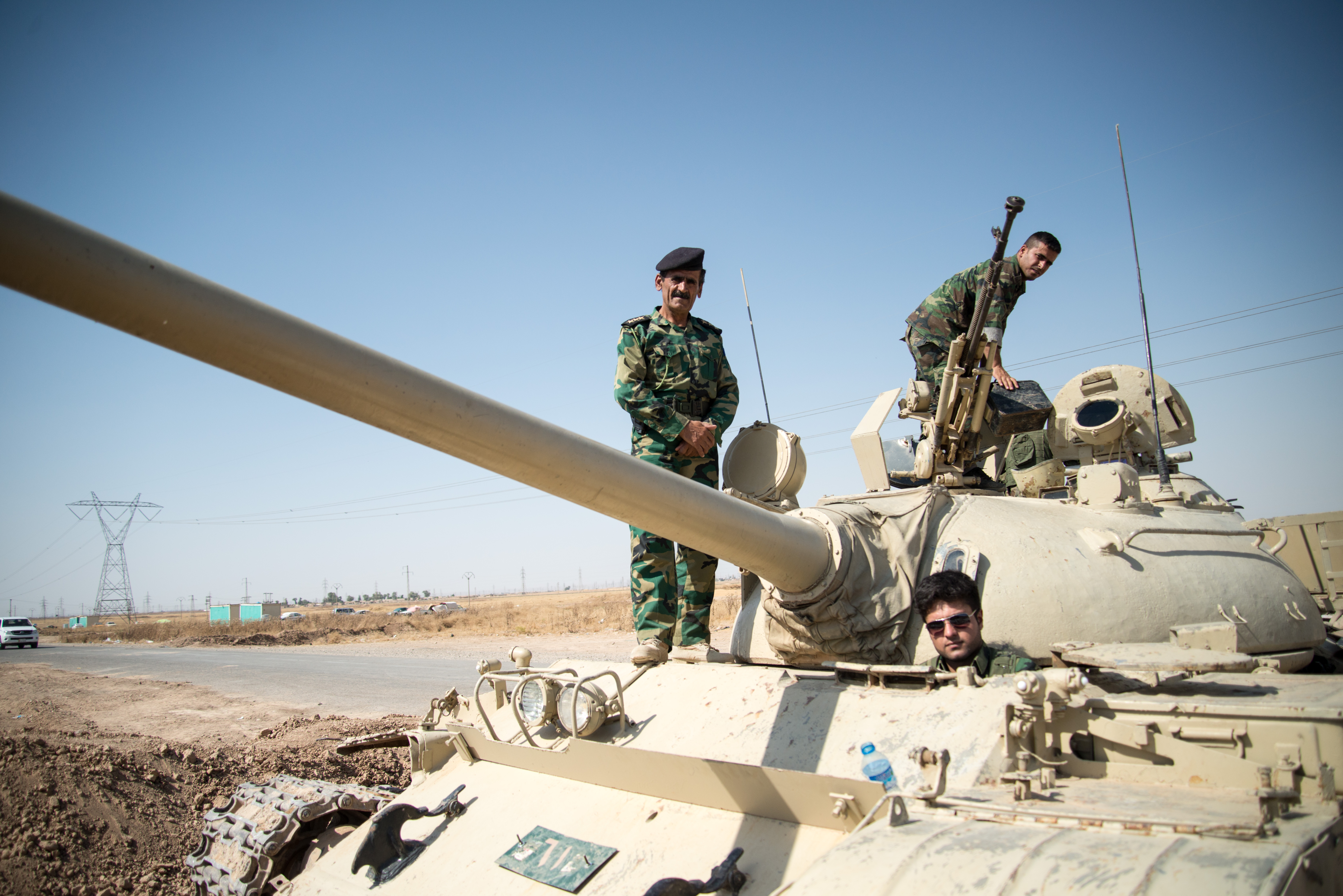
Peschmerga bei der Einnahme Kirkuks im Juni 2014

Durch den Vormarsch der Terrororganisation Islamischer Staat (IS) und dem Ausbruch der Irakkrise 2014 verlor die irakische Zentralregierung die Gewalt über weite Teile des Landes. Die kurdische Regionalregierung nutzte dies, um von ihr beanspruchte Gebiete nach der Rückeroberung vom IS unter ihre Kontrolle zu bringen, darunter im Juli 2014 die bisher umstrittene Stadt Kirkuk. Der Streit zwischen Erbil und Bagdad über nicht umgesetzte Volkszählungen, Referenden und Probleme mit den Ölverkäufen verschärfte sich dadurch. In der Folge gab Masud Barzani die Ausarbeitung eines Referendums über die Unabhängigkeit der kurdischen Region in Auftrag, womit sich der politische Druck auf den damaligen irakischen Premierminister Nuri al-Maliki erhöhte.
Die autonome Region Kurdistan wird als wichtiger Verbündeter im Kampf gegen den IS angesehen. Im Gegensatz zum Großteil der irakischen Armee verfügen die Peschmerga über jahrzehntelange Kampferfahrung. Sie sind sowohl im Irak, als auch in Syrien im Einsatz, wie 2015 im umkämpften Kobanê (arabisch عين العرب, DMG Ayn al-ʿArab). Bei der Einnahme des Sindschar-Gebirges durch den IS 2014 gab es Vorwürfe von Seiten der Jesiden, die Peschmerga hätten sie im Stich gelassen. Einen Monat später wurde der IS wieder aus der Region zurückgedrängt.
Mitte Dezember 2014 starteten die Peschmerga mit der Schlacht um Scharaf ad-Din ihre größte Bodenoffensive gegen den IS. Nach Angaben Präsident Barzanis wurden vor allem die Regionen um das Sindschar-Gebirge befreit. Der für die Jesiden wichtige Ort Sindschar blieb aber auch 2015 noch umkämpft. Am 3. August kündigte Präsident Barzani an, die Region Sindschar in die Autonome Region Kurdistan eingliedern zu wollen. Nach der Großoffensive Operation Free Shingal im Herbst 2015 wurde aus Kreisen der kurdischen Autonomieregierung am 13. November der Einmarsch der Kurden in Sindschar vermeldet. Neben den Peschmerga waren an der Aktion auch Mitglieder von YBŞ, HPŞ, YPG und PKK beteiligt. Der Verlust Sindschars war für den IS ein empfindlicher strategischer Rückschlag. Denn die beiden für sie wichtigen und durch sie kontrollierten Städte Ar-Raqqa (Syrien) und Mossul (Irak) sind durch die Hauptverkehrsstraße entlang des Dschabal Sindschar verbunden. Nach der Eroberung Sindschars wurden Massengräber mit zivilen Opfern des IS gefunden.

#### Präsidentschaftskrise 2015
Der Regionalpräsident, Masud Barzani, hatte nach zwei Amtszeiten aufgrund der Irakkrise eine außerordentliche Verlängerung seiner Amtszeit erhalten, die im August 2015 auslief. Die eigentlich bis dahin geplante Einigung im Parlament über die Zukunft des Präsidentenamts fand nicht statt. Barzani und seine DPK wollten, solange die Bedrohung durch den IS bestand, weiter regieren. Barzanis Gegner von der PUK und Gorran drängten auf einen Machtwechsel. Durch die kriegsbedingte schlechte Wirtschaftslage, die hohen Flüchtlingszahlen und den Zahlungsverzug der Beamtenlöhne kam es im Oktober 2015 zu mehreren, teilweise gewalttätigen, Protesten gegen Barzani. Dabei wurden in Sulaimaniyya und anderen Städten mit traditioneller PUK-Mehrheit Einrichtungen der DPK verwüstet. Wenig später entließ Barzani den Parlamentssprecher, Yousif Mohammed, und die Gorran-Minister aus der Koalitionsregierung.
Masud Barzani trat im November 2017 von seinem Amt zurück.

#### Unabhängigkeitsreferendum 2017
Am 7. Juni 2017 kündigte die Regionalregierung eine Volksabstimmung über die Unabhängigkeit vom irakischen Zentralstaat an.
Das angestrebte Referendum wurde im Vorfeld von Bagdad als illegal bezeichnet und von vielen Staaten kritisiert. Die USA, als Verbündeter beider Seiten, sah darin eine Verkomplizierung des Kampfes gegen den IS und forderte zumindest eine Aufschiebung des Referendums bis nach dem erfolgreichen Kampf gegen den IS. Die Nachbarstaaten Türkei und Iran sahen im geplanten Referendum mit Blick auf ihre eigenen kurdischen Minderheiten eine Gefährdung ihrer nationalen Sicherheit und Integrität. Da Gebiete, welche 2014 im Zuge des Kampfes gegen den IS durch die Peschmerga besetzt wurden, auch als Teil eines neuen Kurdenstaates vom Referendum eingeschlossen waren, führte dies auch zu erhöhtem politischen Widerstand innerhalb der irakischen Gesellschaft.
Das Referendum wurde am 25. September 2017 abgehalten und ergab ein deutliches Votum für eine Unabhängigkeit.
Nach dem Referendum kündigte Bagdad eine Reihe von politischen und wirtschaftlichen Maßnahmen gegen die kurdische Regionalregierung an. Mitte Oktober rückte die irakische Armee und die der Zentralregierung unterstehenden Milizverbände in die nach dem Kampf gegen den IS durch die Peschmerga besetzten Gebiete ein. Dabei kam es zu vereinzelten Kämpfen und Toten. Die Autonome Region Kurdistan wurde faktisch auf den Gebietsstand von vor 2003 zurückgedrängt.
Das Oberste Bundesgericht des Irak, das irakische Verfassungsgericht, erklärte am 20. November 2017 das Referendum für verfassungswidrig.

### Türkische Angriffe
Ab 1992 griff die Türkei wiederholt militärisch die Region an. Auch in den 2020er Jahren halten diese Angriffe an. Die Türkei betrachtet die im Kampf gegen den „Islamischen Staat“ mit den USA verbündete YPG als Bestandteil der PKK, gegen die sich nach türkischen Angaben die Angriffe richten. Die türkische Regierung wirft der PKK vor, Terroranschläge in der Türkei zu verüben, unter anderem auch in Ankara. Türkische Luftangriffe auf die Autonome Region Kurdistan fanden unter anderem im Herbst 2023 und im Januar 2024 statt. Dabei nimmt die Türkei scheinbar auch kurdische Medien ins Visier, im Juli 2024 und im August 2024 starben bei zwei türkischen Drohnenangriffen auf Fahrzeuge von türkischen TV-Sendern jeweils zwei Journalisten.

## Politik
Die Region Kurdistan hat weitgehende Autonomierechte. So darf kein Soldat der irakischen Armee ohne Erlaubnis die kurdischen Gebiete betreten. Die Mannschaftsstärke der Streitkräfte der kurdischen Regionalregierung wurde bereits 2007 auf 110.000 Mann beziffert. Sie dürfen auch im übrigen Irak operieren.
De jure verfügt Kurdistan über ein politisches System. Tatsächlich aber haben sich die Familien Talabani und Barzani die politische Macht über Kurdistan unter sich aufgeteilt.

### Präsident
Der Präsident der Region Kurdistan wird per Direktwahl gewählt und die Amtszeit beträgt vier Jahre. Ab 2005 war Masud Barzani Präsident, wobei er 2009 wiedergewählt wurde. Er wurde im August 2013 durch das Regionalparlament ohne Direktwahl für zwei weitere Jahre im Amt bestätigt. Als seine Amtszeit im August 2015 endete, trat er nicht zurück, sodass er seit August 2015 das Amt nur noch de facto und ohne jegliche demokratische Legitimation innehatte. Barzani trat schließlich nach dem Scheitern der kurdischen Unabhängigkeitsbestrebungen am 1. November 2017 zurück. Im Juli 2018 entschied das scheidende Regionalparlament die für September 2018 angesetzten Präsidentschaftswahlen bis zur Konstituierung eines neuen Regionalparlamentes auszusetzen. Es wurde dem neuen Regionalparlament zudem eine zweijährige Frist aufgetragen in der es über das Beibehalten oder die Abschaffung des Präsidentenamtes entscheiden soll. Anfang Dezember 2018 nominierte die Demokratische Partei Kurdistans nach den Parlamentswahlen vom 30. September 2018 Nêçîrvan Barzanî, den gegenwärtigen Premierminister und Neffen von Masud Barzanî, als Kandidaten für das Amt des Präsidenten.

### Regierung
Derzeit regiert das Kabinett Barzani II, welches am 18. Juni 2014 vereidigt wurde. Premierminister ist Nêçîrvan Barzanî, der Enkel des PDK-Gründers Mustafa Barzani und Neffe des vormaligen Präsidenten. Die Regionalregierung stellt die Exekutive der Region dar, die von einem Präsidenten als Regierungschef geleitet wird. Die drei Gouvernements Dohuk, Erbil und Sulaimaniyya werden jeweils von einem Gouverneur verwaltet.

### Parlament

Ergebnis der Parlamentswahl 2018
Demokratische Partei Kurdistans: 45 Sitze
Patriotische Union Kurdistans: 21 Sitze
Gorran: 12 Sitze
Bewegung Neue Generation: 8 Sitze
Islamische Gemeinschaft in Kurdistan: 7 Sitze
Islamische Union Kurdistan: 5 Sitze
Sardam Allianz: 1 Sitz
Liste für Freiheit: 1 Sitz
Minderheiten: 11 Sitze

Das Parlament Kurdistans wurde am 19. Mai 1992 zum ersten Mal gewählt. Die Wahlen finden im Vier-Jahres-Turnus statt. Das letzte Mal wurde im Jahre 2018 gewählt. Von den 111 Sitzen sind elf den Minderheiten der Region vorbehalten. Es gibt eine Frauenquote von 30 %.

### Parteien
- Demokratische Partei Kurdistans
- Patriotische Union Kurdistans
- Gorran
- Bewegung Neue Generation
- Tevgera Azadi
- Islamische Union Kurdistan
- Islamische Gemeinschaft in Kurdistan

### Außenbeziehungen
Die kurdische Regionalregierung bemüht sich unabhängig von der Zentralregierung des Iraks darum, sich alternative Zugänge zum Meer sowie Transport- und Kommunikationswege zu schaffen. In Kurdistan gibt es – zusätzlich zu den Botschaften in Bagdad – ausländische Vertretungen in Erbil. Die betreffenden Staaten sind unter anderem die Vereinigten Staaten, Italien, die Volksrepublik China, Russland, Frankreich, das Vereinigte Königreich, Japan, die Niederlande, Brasilien, Belarus, Türkei, Iran, Tschechien und Südkorea. Deutschland eröffnete am 18. Februar 2009 ein Generalkonsulat in Erbil. Außerdem existieren Vertretungen der kurdischen Regionalregierung im Ausland, so auch in Berlin, Wien und Bern.

### Gebietsansprüche
Das Autonomieabkommen vom 11. März 1970 sah ein Gebiet, das aus den Provinzen Erbil, Dahuk und as-Sulaimaniyya bestehen sollte, vor. Dies umfasste eine Fläche von ca. 37.000 km². Die heutige Größe der autonomen Region liegt bei etwa 40.000 km². Weitere ca. 7.000 km² sind faktisch unter kurdischer Kontrolle.
Es bestehen größere Gebietskonflikte zwischen der kurdischen Regional- und der irakischen Zentralregierung, bei denen es um die territoriale Zugehörigkeit sowohl der Provinzen Kirkuk und Mossul als auch um verschiedene Distrikte anderer Gouvernements geht.
Teile der geforderten Gebiete wurden von der kurdischen Regionalregierung nach dem dritten Golfkrieg besetzt (siehe Karte). Die Forderungen der kurdischen Regionalregierung, umstrittene Gebiete ebenfalls der autonomen Region einzugliedern, wurden von der Zentralregierung bislang abgewiesen. Dieser Prozess sollte durch ein im Artikel 140 der irakischen Verfassung festgelegtes Referendum Ende 2007 geklärt werden, wurde jedoch sowohl von kurdischer Seite als auch von der irakischen Zentralregierung bis auf weiteres vertagt. Während der Irakkrise 2014 besetzten Peschmerga-Truppen Kirkuk und schufen dadurch weitere Fakten.
In den Entwürfen der kurdischen Regionalverfassung werden folgende Distrikte zusätzlich als zur Autonomen Region Kurdistan zugehörig erklärt:
1. Provinz Ninawa: Distrikte Akrê, Sindschar und Teile der Distrikte von Tal Afar und al-Baʿādsch; und Teile der Stadt Mossul selbst[114][115][116][117]
2. Provinz Erbil: Distrikt Machmur
3. Provinz Kirkuk (in den Provinzgrenzen von 1968)
4. Provinz Diyala: Distrikte Chanaqin und Baladruz
5. Provinz Wasit: Distrikt Badra

Nach dem von Irak nicht anerkannten Unabhängigkeitsreferendum im September 2017 übernahm die irakische Zentralregierung mit Hilfe der Armee wieder die Kontrolle über bislang kurdisch kontrollierte Gebiete außerhalb der festgelegten Autonomieregion.

### Menschenrechte und Pressefreiheit
Im Zuge der Migrationskrise an der Grenze zwischen Belarus und der Europäischen Union versuchten viele junge Iraker aus der Autonomieregion, in die EU einzureisen. Ihnen zufolge ist ein angstfreies Leben in Kurdistan nicht möglich. So seien unter Mazud Barzani Menschenrechtsaktivisten und Journalisten verschwunden.
„With three media workers killed in just two months, the autonomous region of Iraqi Kurdistan is becoming one of the most dangerous areas in the world for reporters,“ (dt.: „In nur zwei Monaten wurden in der Kurdischen Region Irak zwei Journalistinnen und ein Journalist umgebracht. Dadurch ist die Region für Journalisten zur gefährlichsten auf der Welt geworden.“) sagte Jonathan Dagher der Leiter von RSF's Middle East.

## Militär und Sicherheitskräfte

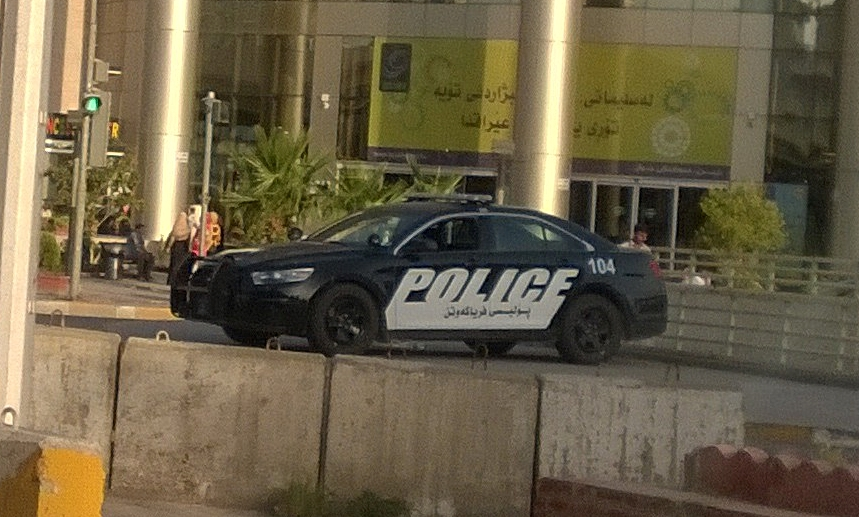
Kurdischer Streifenwagen in Sulaimaniyya

Das Rückgrat der Sicherheitskräfte bilden die Peschmerga, welche vor Jahrzehnten als Milizen- und Guerillatruppe gegründet wurden. Seit 2003 gibt es seitens der Bagdader Zentralregierung Bestrebungen, sie in die irakische Armee einzugliedern. Sie übernehmen die Aufgabe der Grenzsicherung in der autonomen Region. Ihre Mannstärke beläuft sich auf ca. 190.000. Ihre Ausrüstung wurde ab 2003 und verstärkt seit 2014 die Ausrüstung durch Lieferungen aus den EU-Ländern modernisiert. Vor allem Deutschland, Tschechien und Kroatien stellen die Hauptlieferanten dar.
Die Region unterhält mit der Asayîş, der Zaniyarî und der Parastin auch regionale Nachrichtendienste. Die Asayîş unterhält zwei Hauptquartiere, eines in Erbil und eines in Sulaimaniyya. Die Zaniyarî und Parastin sind die parteieigenen Nachrichtendienste der PUK und der DPK.

## Wirtschaft
In der Region Kurdistan gab es seit der De-facto-Abspaltung 1991 einen wirtschaftlichen Boom, auch durch die Aussicht auf die Erschließung größerer Ölfelder, was westliche Investitionen und Ölunternehmen anlockte. Auch die Parallelwährung, der Schweizer Dinar, war von 1991 bis 2003 erfolgreich und inflationsstabil. Die Region Kurdistan galt auch mit seiner westlichen Orientierung als weitestgehend politisch stabil, was einen zusätzlichen Anreiz für ausländische Investoren darstellte. Hinzu kam ein Zustrom von Kurden aus der Diaspora, die mit westlichen Kenntnissen, Kapital und Ideen für Investitionen zurückkehrten. Daher ist in diesen Jahren eine neue Mittelschicht entstanden – im deutlichen Gegensatz zum Rest des Iraks. Die Wirtschaft der Region Kurdistan operiert in verstärktem Maße losgelöst vom Rest des Irak.
In Kurdistan gibt es weite fruchtbare, wasserreiche Hochebenen, diese Gebiete waren einst die „Kornkammer des Mittleren Ostens“. Daher ist die Landwirtschaft eine traditionelle Stütze der Wirtschaft Kurdistans. Sie wurde jedoch durch die vielen Kriege immer wieder empfindlich beeinträchtigt. Seit 2003 erholt sie sich langsam wieder.
Nach dem Sturz von Saddam Hussein 2003 konnte sich die Wirtschaft Kurdistans zunehmend stärken. Dies lässt sich anhand des nominalen Bruttoinlandsprodukts der Region deutlich erkennen: Betrug das Bruttoinlandsprodukt 2004 noch 2420 Mrd. ID, wuchs es in zwei Jahren auf 8818 Mrd. ID – ein Wirtschaftswachstum von 364 %. Von 2007 auf 2008 wurde sogar ein jährliches Wachstum des BIP von 248 % erreicht (auf 24.726 Mrd. ID). 2013 hatte die Region Kurdistan eine Wirtschaftswachstumsrate von über 8 %.
Entwicklung des nominalen Bruttoinlandsprodukts von 2004 bis 2008 in Mrd. Irakischer Dinar
Nach den Worten von Masud Barzani soll aus der Region Kurdistan nach dem Vorbild Dubais eine Freihandelszone entstehen. In der Region waren zeitweise mehr als 200 türkische Unternehmen tätig, das Handelsvolumen mit der Türkei belief sich 2006 auf mehr als 2 Mrd. US-Dollar und wuchs bis 2010, inklusive Ölverträgen und Bauaufträgen, auf 5 Mrd. US-Dollar an. Ab Mitte 2007 nahm die Dominanz türkischer Produkte – etwa im Einzelhandel – deutlich ab, zugunsten von Waren aus Syrien, Jordanien und Europa. Dies war auf Handelshindernisse mit der Türkei zurückzuführen. Auch war seitdem eine Abnahme der Bauprojekte türkischer Unternehmen zu erkennen. Im Jahr 2013 waren 2300 ausländische und 15.000 inländische (kurdische) Unternehmen in Kurdistan tätig. Die Abhängigkeit der Region von der Türkei bleibt trotzdem stark und deshalb auch der Einfluss durch die Türkei. Aussagen des türkischen Präsidenten Tayyip Erdoğan und des Innenministers Süyleman Soylu zufolge ist es im Sinne der Türkei dieses Verhältnis aufrechtzuerhalten, wenn nicht sogar die Abhängigkeit auszubauen. Ihr Traum von Expansion und Einfluss außerhalb ihres Staatsgebiets verdeutlicht folgendes Zitat: „Die Türkei träumt davon, in der Region so einen großen Einfluss wie einst das Osmanische Reich zu haben.“
Die Region Kurdistan ist – wie der Restirak – von der Expansion des Islamischen Staates seit 2014 und dem massiven Ölpreisverfall seit 2015 zunehmend wirtschaftlich betroffen. 95 % der Einnahmen der Regionalverwaltung stammen aus dem Verkauf von Erdöl. Zudem wurden Transferzahlungen der irakischen Zentralregierung aufgrund eines Konfliktes zwischen den beiden Regierungen über Modalitäten des Erdölverkaufs blockiert. Da 70 % der Beschäftigten im öffentlichen Dienst arbeiten und in den letzten vier Monaten des Jahres 2015 keine Löhne ausgezahlt wurden, kam es in der Folge zu einer schweren wirtschaftlichen Krise. Ausländische Investoren zogen sich zurück und viele Infrastrukturprojekte wurden gestoppt, auch verließen viele junge Kurden die Region Kurdistan mit Ziel Europa (siehe Flüchtlingskrise in Europa ab 2015).

### Erze und Mineralien
Vor allem seit den 2000er Jahren bemühte sich die kurdische Regionalregierung, neben der Öl- und Gaswirtschaft auch andere Wirtschaftszweige aufzubauen, um damit die Abhängigkeit vom Rohöl zu reduzieren. Zu diesen Wirtschaftszweigen gehört auch die Erschließung und Ausbeutung von verschiedenen Erzvorkommen innerhalb der kurdischen Region. Laut dem kurdischen Minister für Natürliche Ressourcen, Aschti Hewrami, sind die politischen und rechtlichen Voraussetzungen dafür geschaffen, dass in naher Zukunft Bodenschätze wie Eisen, Kupfer, Chrom, Gold, Platin und verschiedene weitere Mineralien in großem Ausmaß abgebaut werden können. Es wurden zwei Gesetze ausgefertigt und verabschiedet, welche die gesetzlichen Rahmenbedingungen für den Abbau von metallischen und nicht-metallischen Bodenschätzen festlegen. Vorgesehen ist, dass sich eine private Bergbauindustrie entwickelt, die unter staatlichen Auflagen und Regulierungen operiert.

### Erdöl und Erdgas
Der Irak besitzt die weltweit drittgrößten Ölvorkommen, davon liegen in der Region Kurdistan schätzungsweise 45 Milliarden Barrel Öl, was dieser weltweit Rang 6 beschert. Das Kirkuk-Ölfeld ist eines der größten Ölfelder der Welt – Schätzungen gehen davon aus, dass 1930 etwa 38 Mrd. Barrel Öl im Kirkuk-Feld lagerten. Wie Bohrergebnisse aus den Jahren 2007–2009 zeigen, befinden sich in der Region weitere Ölfelder mit jeweils mehr als 1 Mrd. Barrel Öl. Die dort erzielten Testförderraten von bis zu 40.000 bpd (Barrel pro Tag) zählen zu den höchsten der Welt.
Diese Ölvorkommen sind auch ein Grund für den jahrelangen Streit zwischen der kurdischen Regionalregierung und der Zentralregierung in Bagdad. Die kurdische Regionalregierung hat seit 2003 mit 24 westlichen Ölgesellschaften (u. a. DNO ASA, Genel Energy, Heritage Oil, KNOC, MOL, Dana Gas, OMV, Hunt, WesternZagros Resources, Sinopec, Gulf Keystone Petroleum, Vast Exploration, Groundstar Resources, Talisman Energy, Niko Resources) Verträge zur Erforschung und Ausbeutung von Ölfeldern geschlossen.
Anfang Mai 2009 wurde der Fund eines gewaltigen Ölvorkommens vermeldet. Die 710 m dicke ölführende Schicht enthält zwischen 2,3 und 4,2 Mrd. Barrel Öl. Das Tawke-Feld wird von der norwegischen DNO entwickelt. Genel Energy (Türkei) und Sinopec (China) betreiben das Taq-Taq-Feld.

Kirkuk–Ceyhan Öl-Pipeline

Am 8. Mai 2009 erteilte die Regierung in Bagdad eine Genehmigung zum Export von kurdischen Öl, und ab dem 1. Juni 2009 flossen täglich 60.000 Barrel Öl vom Tawke-Feld über irakische und syrische Pipelines zum Ölverladehafen Ceyhan am Mittelmeer in der Türkei. Ende Juni 2009 begann dann auch der Export vom Taq-Taq-Feld mit 40.000 bpd. Der Verkauf erfolgte durch die staatseigene irakische „State Oil Marketing Organization“ (SOMO) in Bagdad. Am 17. Mai 2009 erwarben die österreichische OMV und die ungarische MOL Anteile an den Gasfeldern Khor Mor und Chemchemal. Ab 2014/15 sollten aus diesen Feldern täglich 3 Milliarden Kubikfuß Gas nach Europa strömen.
Im September 2009 stellte die kurdische Regionalregierung den Öl-Export jedoch wieder ein, da mit Bagdad keine Einigung über die Vergütung der Exporte erzielt werden konnte und weder die Regionalregierung noch die Ölförderer Geld erhalten hatten. Nach den irakischen Wahlen Anfang 2010 und der Regierungsbildung Ende 2010 wurden neue Verhandlungen zur Beilegung dieses Konflikts aufgenommen, mit dem Ergebnis, dass am 3. Februar 2011 der Export mit 10.500 bpd aufgenommen wurde. Bereits 3 Tage später sollten 50.000 bpd erreicht werden und eine weitere Erhöhung auf 100.000 bpd folgen.
Ende 2013 baute die Regionalregierung Kurdistans zusammen mit der Türkei und entgegen dem Willen der irakischen Zentralregierung eine eigene Ölpipeline über türkisches Gebiet, um einen direkten Export von Erdöl über den Mittelmeerhafen Ceyhan nach Europa und weiteren Staaten zu ermöglichen. Im Mai 2014 begann der Erdölexport und -verkauf unabhängig von der irakischen Zentralregierung. Dies war ein erster Schritt zur wirtschaftlichen Unabhängigkeit der Region Kurdistan von Bagdad und vertiefte gleichzeitig die weitere wirtschaftliche Verflechtung mit der Türkei.
Am 11. Juni 2014 übernahm die Regionalregierung Kurdistans die Kontrolle über die Ölfelder Kirkuk und Bai Hassan und exportiert seither 120.000 bpd über die Kirkuk-Ceyhan-Pipeline.

### Landwirtschaft

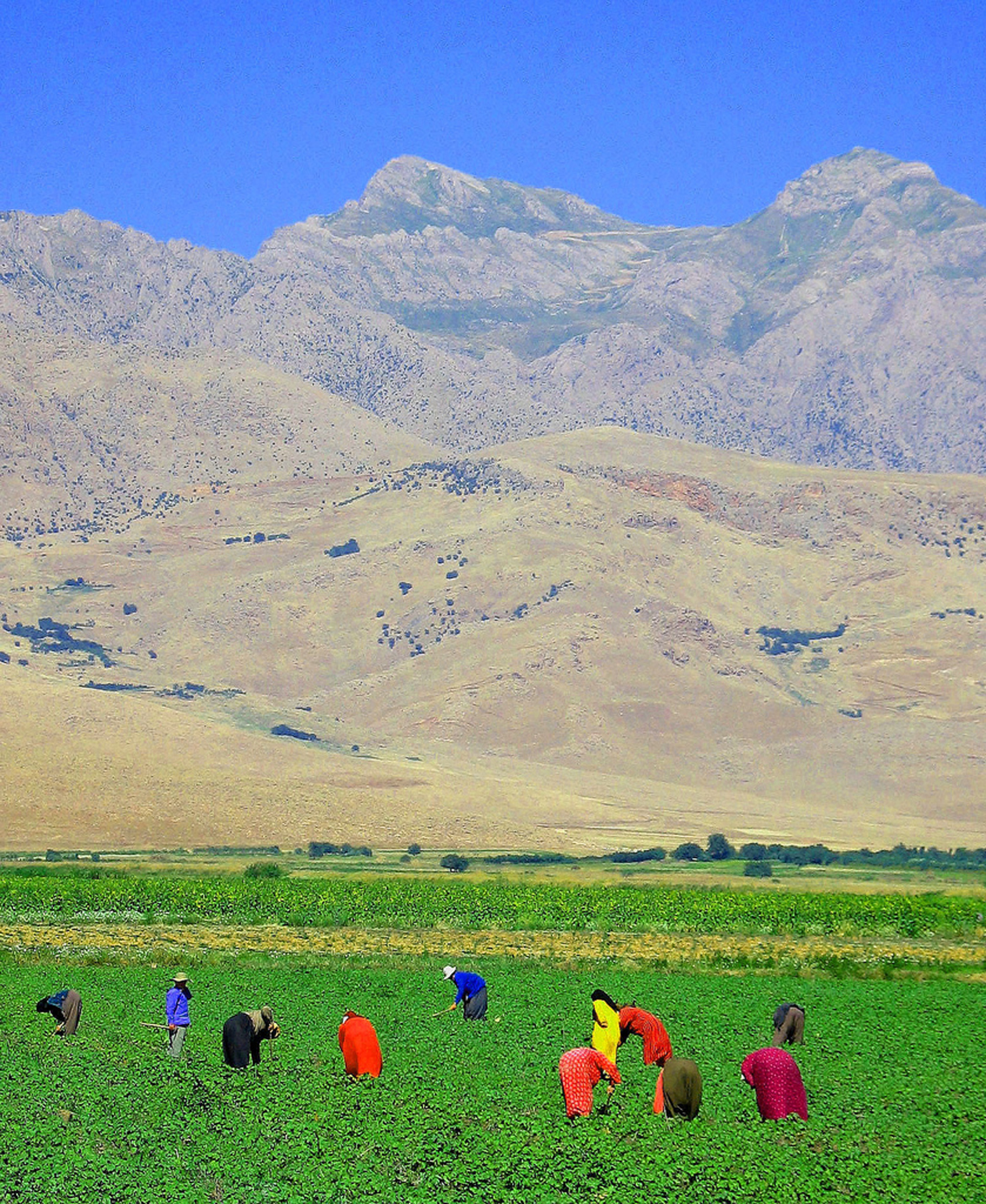
Kurdische Arbeiter im Norden der Region

Kurdistan besitzt trotz zahlreicher Gebirge etwa 3,49 Millionen Hektar bzw. ca. 35 % der Landfläche an fruchtbarem Boden. Die meisten Erzeugnisse in der Landwirtschaft sind Weizen, Reis, Sonnenblumen, Gurken und Früchte, wie zum Beispiel Feigen oder Granatäpfel. Der Anteil der Landwirtschaft am BIP der autonomen Region Kurdistan beträgt 17,5 %. Vor allem die Regionen Sulaimaniyya und Dahuk tragen einen hohen Anteil zur Landwirtschaft bei.
Wie in vielen Ländern dieser Region hat sich auch in Kurdistan im letzten Jahrzehnt ein Wandel der Wirtschaftsstruktur von der Landwirtschaft zur Industrie vollzogen. Während die Erdölförderung rasant zunahm, sank die Beschäftigung in der Landwirtschaft erheblich, von 45 % der Bevölkerung im Jahr 2000 über 35 % 2003 auf nur noch 9 % 2009.

### Bewässerung
In Erbil und Sulaimaniyya wird die Wasserversorgung zum größten Teil durch Karezes (Qanat) hergestellt. Diese Art der Bewässerung erfolgt auf neun Ebenen. Allerdings laufen in Erbil sowie in Dahuk derzeit mehrere Bewässerungsprojekte, um in Zukunft Wasser einzusparen.

### Tourismus

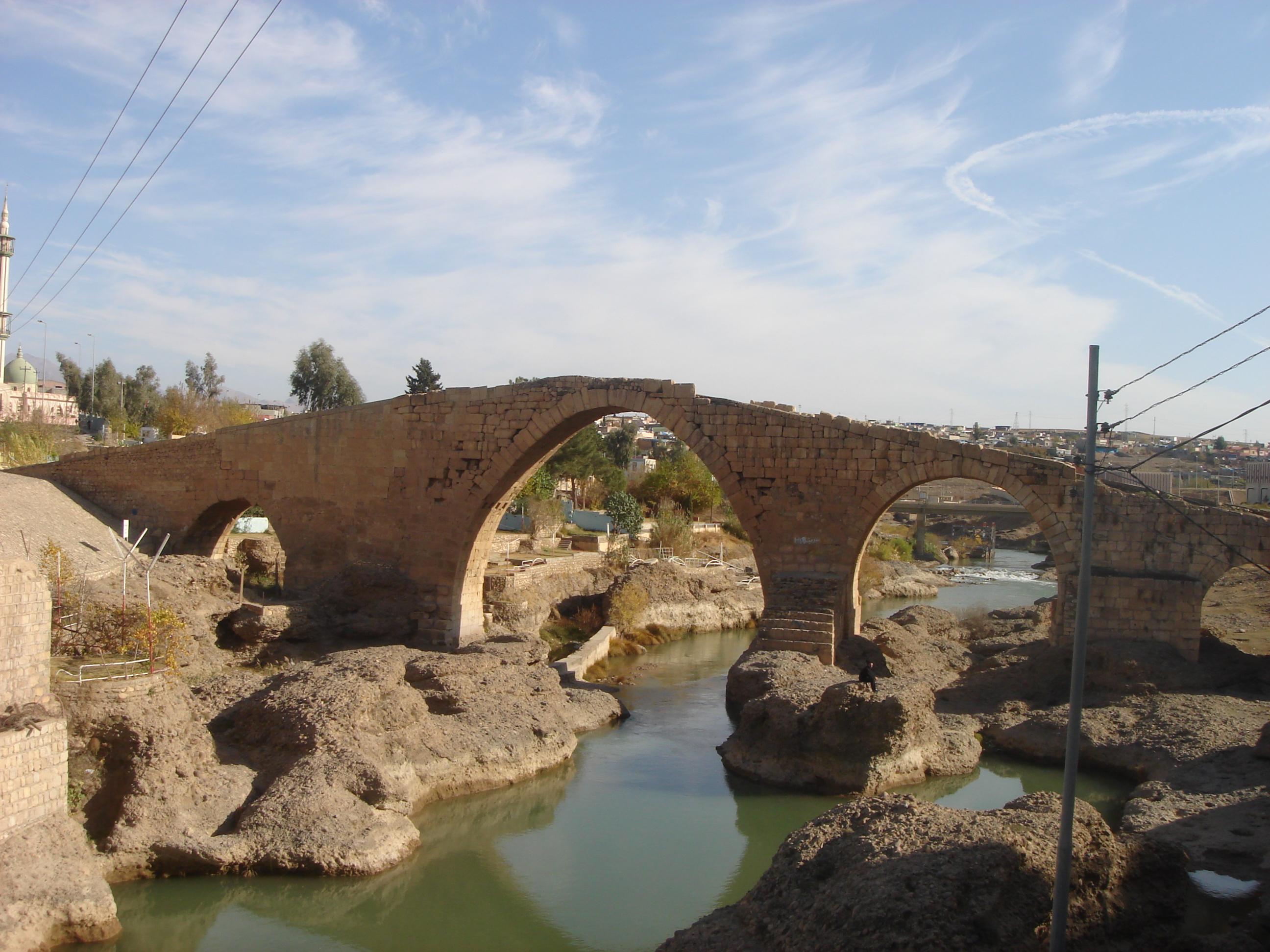
Die Delal-Brücke in Zaxo stammt aus der römischen Antike und ist ein beliebtes Ausflugsziel

Der Tourismus in der Region Kurdistan wird seit einigen Jahren massiv gefördert. Neben zahlreichen Luxushotels und verschiedenen Vergnügungsparks, mit unter anderem dem größten Riesenrad des Nahen Ostens in Sulaimaniyya, sollen Investoren mit Steuererleichterungen und Subventionen in die Region gelockt werden.
Zahlreiche Einkaufspassagen in vergleichsweise gigantischer Größe, wie zum Beispiel die Majidi-Mall oder das City-Center, eröffneten ab dem Jahr 2010 in Erbil und Sulaimaniyya.
Im Jahr 2013 wurden 950 Millionen Dollar in die Tourismus-Branche investiert und eine Milliarde Dollar an Einnahmen erzielt. Bei einer Besucherzahl von 2,2 Millionen Touristen im Jahre 2012 und anvisierten 7 Millionen bis 2025 sollen die sowohl die Investitionen als auch die Einnahmen enorm steigen. Bereits 2014 waren 75 % der Hotels in Kurdistan ausgelastet.

## Infrastruktur

### Strombedarf
Vor allem der massive Energiebedarf macht der Region zu schaffen. Durch den aufkommenden Tourismus und dem Wirtschaftsboom hat sich der Energiebedarf zwischen 2004 und 2012 nahezu verdreifacht. Bis 2016 soll der Energiesektor von Privatunternehmen bedient werden. Aufgrund der wirtschaftlichen Krise ab Ende 2015 traten Stromausfälle regelmäßig auf.

### Telekommunikation
Der Mobilfunk wird von 90 % der Bevölkerung genutzt. Mobilfunk-Anbieter sind Zain Iraq, Asiacell und Korek Telecom. Nur 7–10 % der Bevölkerung haben jedoch derzeit Zugang zum Internet. Von der Regierung wurde daher ein Plan aufgelegt, welcher vorsieht, bis 2018 mindestens 50 % der Bevölkerung mit Zugang zum Internet zu versorgen bzw. zumindest jedes Jahr weiteren 5 % der Bevölkerung Internet-Zugänge zu ermöglichen.

### Flughäfen
Die Region Kurdistan im Nordirak verfügt über zwei internationale Flughäfen:
- Flughafen Erbil
- Flughafen Sulaimaniyya

## Bildung

Statue des auf dem Kopf stehenden Dichters vor der Zentralbibliothek in Sulaimaniyya

Der Grundstein für den Aufbau eines unabhängigen Bildungssystems wurde nach der De-facto-Autonomie in den frühen 1990er Jahren gelegt. Die Förderung von Bildung nahm seither stetig zu und erreichte im Jahr 2013 etwa 16 % des Haushalts der Regionalregierung. Gleichauf stieg auch die Beschäftigung der Menschen im Bildungswesen. Inzwischen ist etwa ein Viertel aller Erwerbstätigen in Kurdistan im Bildungssektor angestellt. Für diesen sind zwei Ministerien zuständig. Zum einen gibt es das Ministerium für Bildung (Ministry of Education (MOE)), welches den primären und sekundären Bildungsbereich verwaltet. Zum anderen ist das Ministerium für höhere Bildung und Forschung (Ministry of Higher Education and Scientific Research (MHE)) für den tertiären Bildungsbereich an staatlichen Universitäten und gleichgestellten Hochschulen verantwortlich.
Die Vorschule kann in der Altersklasse zwischen 4 und 5 Jahren besucht werden. Die Primärausbildung dauert 6 Jahre und ist für 6- bis 11-Jährige obligatorisch. Die Sekundärausbildung besteht aus 2 Zyklen von jeweils 3 Jahren; höhere Ausbildungen dauern 2–6 Jahre pro Zyklus.
Unterrichtssprache ist Kurdisch. Arabisch, obwohl Amtssprache des Irak, wird nur als Fremdsprache gelehrt. Durch die forcierten Bemühungen der irakischen Zentral- und Regionalregierung im Bereich der Bildung soll von 2011 bis 2015 die Analphabetismusquote von 20–25 % erheblich gesenkt werden. Der Anteil am Gesamtbudget der Regierung für die Bildung betrug im Jahr 2013 16 %. Öffentliche Primär- und Sekundarschulen sind wie die staatlichen Universitäten kostenfrei.
Im Jahr 2013 kamen auf einen Professor 62 Studierende. Erklärtes Ziel des Bildungsministeriums ist es, das Verhältnis auf 1 zu 30 zu reduzieren. Bis 2020 sind daher 3,4 Milliarden Dollar von der Regierung für Bildungsprojekte vorgesehen.
Es gibt insgesamt 15 staatliche und 14 private Hochschulen in der Region.
Die erste Universität, die Universität Sulaimaniya, wurde 1968 in Sulaimaniyya gegründet. 1981 wurde die Universität vom irakischen Regime nach Erbil verlegt und in Salahaddin-Universität umbenannt. Die Universität Sulaimaniyya wurde 1992 von der Regionalregierung wiedererrichtet. Diese unterhält auch einen Standort in Dschamdschamāl.
Zwei Hochschulen neueren Datums befinden sich in Koya, die Universität Koya, und in Erbil, die Hawler Medical University. 2006 nahm die University of Kurdistan Hewlêr in Erbil ihren Lehrbetrieb auf. Einzige Unterrichtssprache ist Englisch. In Sulaimaniyya eröffnete ebenfalls die englischsprachige Hochschule The American University of Iraq – Sulaimani.

## Kultur

### Musik
Die kurdische Musik hat ihre Wurzeln in einer epischen Gesangstradition. In dieser werden Geschichtenerzähler (Çîrokbêj), Sänger (Stranbêj) und Barden (Dengbêj) unterschieden. Charakteristisch für die kurdische Musik sind einfache Melodien mit einem Umfang von nur drei oder vier Tönen, strophische Lieder mit derselben Dichtung und Musik am Ende jeder Strophe. Daneben gibt es auch Tanzmusik (Govend), die häufig auf Hochzeiten gespielt wird.
Das Tembûr ist eines der meistgenutzten Musikinstrumente in Kurdistan. Daneben werden weitere traditionelle Musikinstrumente, wie Bilûr (Flöte), Duduk (Oboe), Dahol (Trommel) und Zurna (Schalmei) oft genutzt. In der Ahl-e-Haqq- und alevitischen Religion wird bei Zeremonien häufig die Langhalslaute Tembûr eingesetzt. Durch die Digitale Revolution änderte sich auch in Kurdistan die Verwendung traditioneller Musikinstrumente. Die moderne, kurdische Popmusik nach der Jahrtausendwende verwendet nun überwiegend elektronische Instrumente, wie Verstärker und Keyboard, um den Klang und Ton von traditionellen Instrumenten zu imitieren. Vereinzelt findet man noch digitalisierte Tembûr auf Hochzeiten und Feiern.
Während der Herrschaft von Saddam Hussein waren kritische Musiktexte gegen das Baath-Regime sowohl privat, als auch öffentlich verboten. Viele Musiker, die sich dieser Unterdrückung widersetzten, wurden mit dem Tod bestraft. Trotzdem entschlossen sich einige kurdische Musiker, darunter Erdewan Zaxoyî und Eyaz Zaxoyi, für die Peschmerga zu musizieren. Die Musikstücke produzierten sie heimlich und provisorisch. Dabei wurde der Gesang, meistens begleitet vom traditionellen Tembûr, auf eine Kompaktkassette aufgenommen. Da der Verkauf von Musik dieser Art verboten war, entwickelte sich ein Schwarzmarkt für die aufgenommenen Kassetten. Einige dieser Musiker verließen wegen der Verfolgung durch das Baath-Regime das Land und veröffentlichten in Ländern wie Iran und Syrien weiterhin kritische Musikstücke und Motivationsgesänge für die Peschmerga-Einheiten.

### Malerei
Vertreter der zeitgenössischen Malerei aus der Region sind u. a. Sardar Kestay und Baldin Ahmad.

### Sport
Die am häufigsten betriebene Sportart in der Region Kurdistan ist Fußball. Am 11. Januar 2006 wurde der kurdische Fußballverband Kurdistan Football Association mit 24 Mannschaften aus verschiedenen Städten – u. a. Erbil, Sulaimaniyya und Kirkuk – gegründet. Des Weiteren wurde eine kurdische Fußballauswahl aufgestellt, die Mitglied des NF-Board ist. Im Jahr 2008 nahm die Mannschaft am Viva World Cup teil und erreichte den vierten Platz. In den Turnieren von 2009 in Padanien sowie 2010 in Gozo belegte die kurdische Mannschaft je den zweiten Platz. 2012, als der Viva World Cup in Kurdistan stattfand, kamen die Kurden erneut bis ins Finale, wo sie auf die Türkische Republik Nordzypern trafen. Das Spiel endete 2:1 und Kurdistan wurde zum ersten Mal Meister des Viva World Cup.
Der spanische Fußballclub Real Madrid unterzeichnete im April 2012 Verträge für den Bau von vier Fußballakademien für Kinder und Jugendliche in Kurdistan. Jede dieser Schulen soll etwa 100 Plätze bieten. Im September 2013 wurden die Schulen eröffnet.
Neben dem Fußball gilt Basketball als eine aufstrebende Sportart in der Region. Seit dem Irakkrieg wird Basketball intensiv von amerikanischen Bürgern und einigen Universitäten Kurdistans gefördert. Vor allem Frauen engagieren sich in diesem Bereich zunehmend. Die Männer-Mannschaft von Duhok SC konnte 2009 drei Mal in Folge die irakische Meisterschaft gewinnen und belegte im Jahr 2012 den dritten Platz beim FIBA Asia Champions Cup.

### Feiertage
Fällt ein arbeitsfreier Tag auf einen Freitag oder Samstag, dann wird der folgende Werktag als arbeitsfreier Tag deklariert.